# Borča
Borča (izvirno srbsko Борча) je naselje v Srbiji, ki upravno spada pod Občino Palilula; slednja pa je del Mesta Beograd.

## Demografija
V naselju, katerega izvirno (srbsko-cirilično) ime je Борча, živi 27685 polnoletnih prebivalcev, pri čemer je njihova povprečna starost 36,8 let (35,9 pri moških in 37,7 pri ženskah). Naselje ima 11668 gospodinjstev, pri čemer je povprečno število članov na gospodinjstvo 3,01.
To naselje je, glede na rezultate popisa iz leta 2002, večinoma srbsko, a v času zadnjih 3 popisov je opazen porast števila prebivalcev.
|  |

| Demografija | Demografija     | Demografija     |
| Leto        | Št. prebivalcev | Št. prebivalcev |
| ----------- | --------------- | --------------- |
|             |                 |                 |
|             |                 |                 |
|             |                 |                 |
|             |                 |                 |
| 1948        | 3532            |                 |
| 1953        | 3384            |                 |
| 1961        | 4330            |                 |
| 1971        | 9487            |                 |
| 1981        | 18549           |                 |
| 1991        | 26895           | 26090           |
| 2002        | 35909           | 35150           |
|             |                 |                 |

| Etnična sestava po popisu iz leta 2002 | Etnična sestava po popisu iz leta 2002 | Etnična sestava po popisu iz leta 2002 | Etnična sestava po popisu iz leta 2002 | Etnična sestava po popisu iz leta 2002 |
| -------------------------------------- | -------------------------------------- | -------------------------------------- | -------------------------------------- | -------------------------------------- |
| Srbi                                   | Srbi                                   |                                        | 30.479                                 | 86,71%                                 |
| Romi                                   | Romi                                   |                                        | 1.296                                  | 3,68%                                  |
| Jugoslovani                            | Jugoslovani                            |                                        | 474                                    | 1,34%                                  |
| Goranci                                | Goranci                                |                                        | 464                                    | 1,32%                                  |
| Črnogorci                              | Črnogorci                              |                                        | 355                                    | 1,00%                                  |
| Muslimani                              | Muslimani                              |                                        | 271                                    | 0,77%                                  |
| Makedonci                              | Makedonci                              |                                        | 240                                    | 0,68%                                  |
| Hrvati                                 | Hrvati                                 |                                        | 232                                    | 0,66%                                  |
| Madžari                                | Madžari                                |                                        | 98                                     | 0,27%                                  |
| Albanci                                | Albanci                                |                                        | 87                                     | 0,24%                                  |
| Bolgari                                | Bolgari                                |                                        | 43                                     | 0,12%                                  |
| Bošnjaki                               | Bošnjaki                               |                                        | 40                                     | 0,11%                                  |
| Rusi                                   | Rusi                                   |                                        | 25                                     | 0,07%                                  |
| Nemci                                  | Nemci                                  |                                        | 21                                     | 0,05%                                  |
| Slovenci                               | Slovenci                               |                                        | 19                                     | 0,05%                                  |
| Slovaki                                | Slovaki                                |                                        | 18                                     | 0,05%                                  |
| Romuni                                 | Romuni                                 |                                        | 18                                     | 0,05%                                  |
| Ukrajinci                              | Ukrajinci                              |                                        | 10                                     | 0,02%                                  |
| Čehi                                   | Čehi                                   |                                        | 5                                      | 0,01%                                  |
| Rusini                                 | Rusini                                 |                                        | 1                                      | 0,00%                                  |
| Vlahi                                  | Vlahi                                  |                                        | 1                                      | 0,00%                                  |
| Neznano                                | Neznano                                |                                        | 310                                    | 0,88%                                  |